# Melba (Idaho)
Melba es una ciudad ubicada en el condado de Canyon en el estado estadounidense de Idaho. En el Censo de 2010 tenía una población de 513 habitantes y una densidad poblacional de 496,42 personas por km².

## Geografía
Melba se encuentra ubicada en las coordenadas 43°22′25″N 116°31′56″O / 43.37361, -116.53222. Según la Oficina del Censo de los Estados Unidos, Melba tiene una superficie total de 1.03 km², de la cual 1.02 km² corresponden a tierra firme y (1.75%) 0.02 km² es agua.

## Demografía
Según el censo de 2010, había 513 personas residiendo en Melba. La densidad de población era de 496,42 hab./km². De los 513 habitantes, Melba estaba compuesto por el 78.95% blancos, el 0.19% eran afroamericanos, el 0% eran amerindios, el 0.19% eran asiáticos, el 0% eran isleños del Pacífico, el 17.74% eran de otras razas y el 2.92% pertenecían a dos o más razas. Del total de la población el 24.56% eran hispanos o latinos de cualquier raza.